# Mendi Mengjiqi
Mendi Mengjiqi, né le 3 juin 1958, est un compositeur albanophone kosovar. Il a composé l'hymne national du Kosovo intitulé Europe.